# Klassieke gitaar
De klassieke of Spaanse gitaar is de gitaar die aan de oorsprong stond van alle andere versies van de Spaanse gitaar zoals de flamencogitaar, de archtopgitaar en de steelstringgitaar.
De kwaliteit van het bovenblad is van het grootste belang voor de klank. Massieve onderdelen vibreren beter en zorgen voor een betere projectie van het geluid. Het bovenblad moet aan de ene kant goed kunnen vibreren maar ook sterk genoeg zijn om de spanning van de snaren op te vangen. Daarom kiest men bij de constructie van hoge-kwaliteitsgitaren voor zorgvuldig geselecteerd naaldhout, bijvoorbeeld vurenhout. Voor de achterzijde en zijkanten van de klankkast gebruikt men vaak palissanderhout (Rio, Indian, Madagaskar).
De snaren van een klassieke gitaar worden gemaakt van nylon. In vroeger jaren van schapendarm.
Het klankgat wordt soms versierd met een rozet, hetgeen een restant is van de Moorse invloed op de gitaarontwikkeling.
We onderscheiden naast de moderne klassieke gitaar (model van Antonio de Torres Jurado), ook de renaissanceluit, de barokluit, de vihuela, die viersnarige (vierkorige) gitaar, de vijfsnarige (vijfkorige) gitaar en de romantische gitaar. De muziek voor deze instrumenten wordt ook uitgevoerd op de moderne klassieke gitaar, al gaat dit vaak gepaard met scordatura (verstemmen), transpositie of octaveren van bepaalde basnoten.
Andrés Segovia is de man die de klassieke gitaar terug op de concertpodia bracht in de 20ste eeuw. Bekende hedendaagse gitaristen zoals John Williams en Julian Bream volgden bij hem les.

## Componisten voor de romantische gitaar
| - Dionisio Aguado (1784-1849) - Luigi Boccherini (1743-1805) - Matteo Carcassi (1792-1853) - Ferdinando Carulli (1770-1841) - Napoléon Coste (1805-1883) - Anton Diabelli (1781-1858) - Fernando Fernandiére - François de Fossa - Mauro Giuliani (1782-1829) - Filippo Gragnani - Luigi Legnani (1790-1877) | - Antoine de Lhoyer (1768-1852) - Wenzeslaus Matlegka (1773-1830) - Heinrich Marschner - Santiago de Murcia (1673-1739) - Johann Kaspar Mertz (1806-1856) - Francesco Molino - Niccolo Paganini (1782-1840) - Giulio Regondi (1822-1872) - Fernando Sor (1778-1839) - Andrei Sychra - Marco Aurelio Zani de Ferranti (1801-1878) |

## Componisten voor de moderne klassieke gitaar
| - Agustín Barrios Mangoré (1885-1944) - Benjamin Britten (1913-1975) - Pierre Boulez (1925-2016) - Leo Brouwer (1939-) - Abel Carlevaro - Mario Castelnuovo-Tedesco (1895-1968) - Manuel de Falla (1876-1946) - William Foden - Carlos Guastavino - Hans Werner Henze - Antonio Lauro (1917-1986) - Miguel Llobet (1878-1938) - Antonio Jiménez Manjón - Federico Moreno Torroba (1891-1982) | - Maurice Ohana - Manuel M. Ponce (1882-1948) - Emilio Pujol (1886-1980) - Joaquin Rodrigo (1901-1999) - Julio S. Sagreras (1879-1942) - Guido Santorsola - Isaias Savio - Reginald Smith Brindle (1917-) - Toru Takemitsu (1930-1996) - Alexandre Tansman (1897-1986) - Francisco Tarrega (1852-1909) - Joaquin Turina (1882-1949) - Heitor Villa-Lobos (1887-1959) - Andrew York |

## 20e- en 21e-eeuwse klassieke gitaristen
| - Sergio Abreu - Laurindo Almeida - William Anderson (1962-) - María Luise Anido (1907-1996) - Roberto Aussel - Denis Azabagic (1972-) - Rob Bakker - Carlos Barbosa-Lima - Manuel Barrueco - Michel Beauchamp - Gabriel Bianco - Gilbert Biberian (1944-) - Dusan Bogdanovic (1955-) - Carlos Bonell - Remi Boucher - Liona Boyd - Julian Bream (1933-2020) - Frank Bungarten - Bartolomé Calatayud (1882-1973) - Jorge Cardoso - Jesus Castro Balbi - Thibault Cauvin (1984-) - Ricardo Cobo - Costas Cotsiolis - Piera Dadomo - Graham Anthony Devine (1971-) - Alirio Díaz - Valérie Duchateau - Zoran Dukic - Roland Dyens (1955-2016) - Tommy Emmanuel (1955-) - Margarita Escarpa - Oren Fader - Eduardo Fernández - Eliot Fisk - Johan Fostier | - Eric Franceries - Shin-Ichi Fukuda - Paul Galbraith - Ricardo Gallen (1972-) - Gerald Garcia (1949-) - David Garciarena - Christine de Chimay - Antigóni Góni - Slava Grigoryan - Stefano Grondona - Maria Esther Guzman - Franz Halasz - Nicola Hall - Evan Hirschelman (1976-) - John Holmquist - Adam Holzman - Tillman Hoppstock - Pedro Ibanez - Dimitri Illarionov - Eduardo Isaac - Sharon Isbin - Jérémy Jouve (1979-) - William Kanengeiser - Hubert Käppel - Dale Kavanagh - Timo Korhonen - Norbert Kraft - Alexandre Lagoya (1929-1999) - Pierre Laniau - David Leisner - Wolfgang Lendle - Dagoberto Linhares - Miguel Llobet - Pablo Márquez - Jeffrey McFadden - Marco Meloni | - Antonio Membrado - Vladimir Mikulka - Anders Miolin - Erling Møldrup - Anabel Montesinos - Kaori Muraji - Paul O'Dette - Craig Ogden - Elena Papandreou - Christopher Parkening - Marco Pereira - Judicaël Perroy - Alvaro Pierri - Bernards Pirris - Alberto Ponce - Ida Presti (1924-1967) - Randy Rhoads (1956-1982) - Lawson Rollins - Celin Romero - Pepe Romero (1944-) - Patrick Ruby - David Russell - Andrés Segovia (1893-1987) - Raphaella Smits - Gaëlle Solal - Pavel Steidl (1962-) - Ana Vidović (1980-) - Enno Voorhorst (1962-) - Alexander Vinitsky - Luise Walker (1910-1998) - John Williams (1941-) - Narciso Yepes (1927-1997) - Milan Zelenka (1939-) |